# کینمن
کینمن (به لاتین: Kinmen) یک سکونتگاه مسکونی و مجمع‌الجزایر در تایوان است که در فوجیان واقع شده‌است.

## خصوصیات
کینمن ۱۵۳٫۱ کیلومترمربع مساحت و ۱۲۷٬۷۲۳ نفر جمعیت دارد.

## نگارخانه

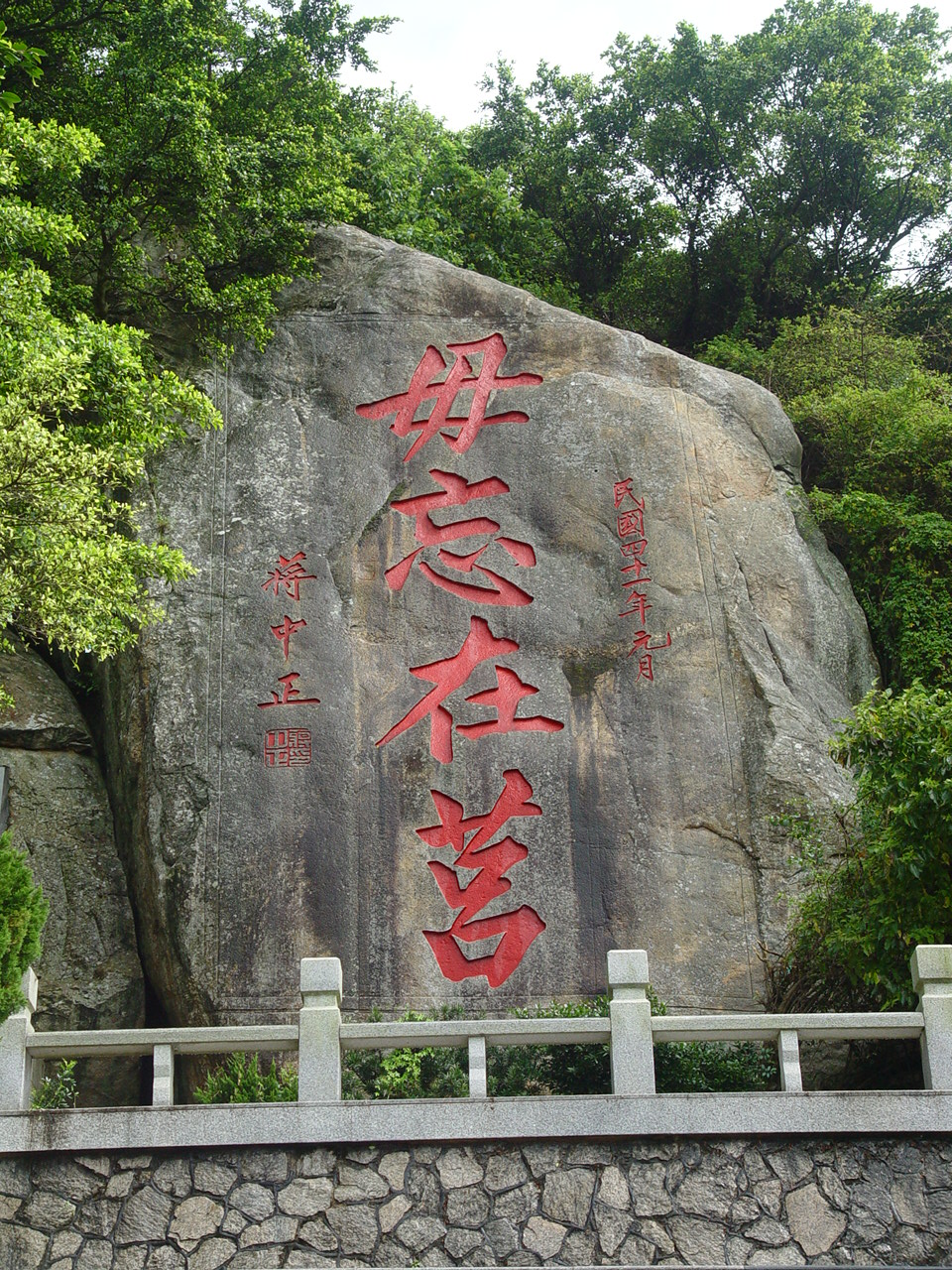